# Sincan (Azerbaigian)
Sincan è un comune dell'Azerbaigian situato nel distretto di Oğuz. Conta una popolazione di 1 419 abitanti.